# Wildensee (Eschau)

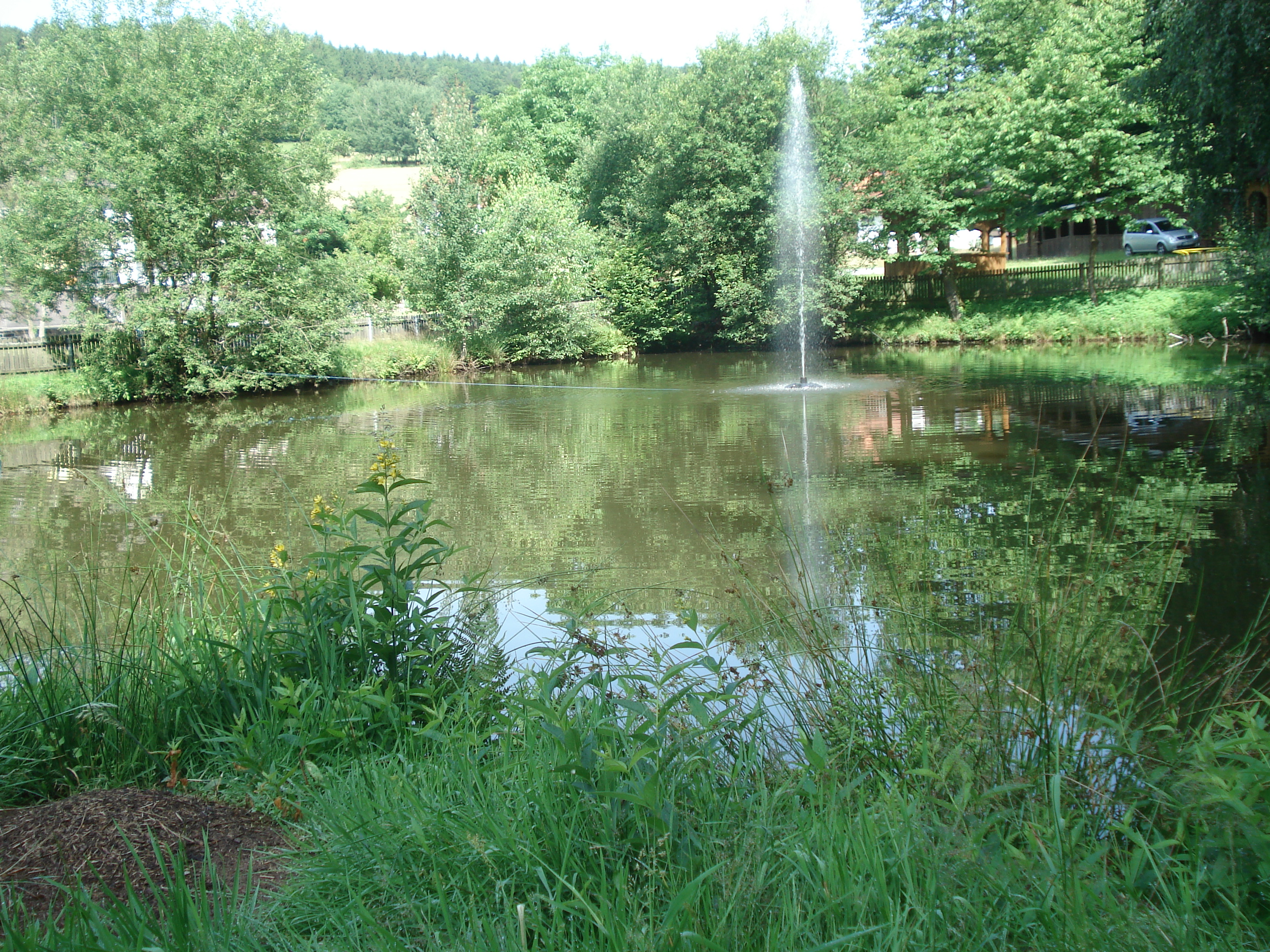
Weiher am Aubach in Wildensee, seit 2017 als Freizeitanlage neu gestaltet

Wildensee ist ein Gemeindeteil des Marktes Eschau im unterfränkischen Landkreis Miltenberg in Bayern. Im Jahr 2015 hatte das Dorf Wildensee rund 330 Einwohner.

## Geographie
Der staatlich anerkannte Erholungsort Wildensee liegt auf etwa 375 m ü. NN im oberen Tal des Aubachs an der Kreisstraße MIL 26 zwischen Altenbuch und Eschau. Zur Gemarkung Wildensee gehört der Weiler Hofwildensee.

### Nachbargemarkungen
Folgende Gemarkungen grenzen an das Ortsgebiet von Wildensee:
|        | Krausenbach                                 | Unteraltenbuch |
| Eschau | Kompassrose, die auf Nachbargemeinden zeigt | Neuenbuch      |
|        | Fechenbach und Dorfprozelten                | Stadtprozelten |

## Geschichte
Wildensee wurde im Jahre 1241 als „Wildenseve“ erstmals schriftlich erwähnt. Der Name bedeutet so viel wie „Aussiedlung in die Wildnis“. Der Ort entstand als Flößerdorf, zu einer Zeit, als Holz als Baumaterial ins Elsavatal befördert wurde. Am Aubach sind noch heute Reste eines Triftdamms zu erkennen.
Im Jahr 1862 wurde das Bezirksamt Obernburg gebildet, auf dessen Verwaltungsgebiet Wildensee lag. Am 1. Januar 1880 kam Wildensee jedoch anlässlich der Reform des Zuschnitts der bayerischen Bezirksämter zum Bezirksamt Marktheidenfeld und kehrte am 1. Juli 1883 ins Bezirksamt Obernburg zurück. Wie überall im Deutschen Reich wurde 1939 die Bezeichnung Landkreis eingeführt. Wildensee war nun eine der 35 Gemeinden im Landkreis Obernburg am Main (späteres Kfz-Kennzeichen OBB). Mit Auflösung des Landkreises Obernburg kam Wildensee 1972 in den neu gebildeten Landkreis Miltenberg (Kfz-Kennzeichen MIL).
Am 1. Januar 1978 wurde die bis dahin selbständige Gemeinde Wildensee, mit einer Gebietsfläche von 2 km², die am 1. April 1977 um Gebietsteile der Gemeinde Altenbuch („Wildenseer Höfe“) mit damals etwa 25 Einwohnern vergrößert worden war, in den Markt Eschau eingegliedert. Die Wildenseer Höfe hatten 1824 – 4 Wohngebäude mit 34 Einwohnern, 1950 – 3 Wohngebäude mit 14 Einwohnern.